# Castrione digiticaudata
Castrione digiticaudata är en kräftdjursart som beskrevs av Clements Robert Markham 1995. Castrione digiticaudata ingår i släktet Castrione och familjen Bopyridae. Inga underarter finns listade i Catalogue of Life.